# Уґур Танер
Уґур Танер (тур. Uğur Taner, 20 червня 1974) — турецький і американський плавець.
Учасник Олімпійських Ігор 1992 року. Чемпіон світу з водних видів спорту 1994 року в естафеті 4x100 м вільним стилем.